# Aeroportul Shilavo
Aeroportul Shilavo (IATA: HIL, ICAO: HASL) este un aeroport din Etiopia.
aeroportul dispune de o singură pistă.